# Anyphaena marginalis
Anyphaena marginalis là một loài nhện trong họ Anyphaenidae.
Loài này thuộc chi Anyphaena. Anyphaena marginalis được Richard C. Banks miêu tả năm 1901.